# Aeroporto di Chambéry Savoia
L'Aeroporto di Chambéry Aix-les-Bains (IATA: CMF, ICAO: LFLB), noto anche con il nome commerciale di Aeroporto di Chambéry Savoia, è un aeroporto francese situato nei pressi di Le Bourget-du-Lac e del lago del Bourget, a 8,3 km a nord-nord-ovest dal centro di Chambéry, capoluogo del dipartimento della Savoia, nella regione Alvernia-Rodano-Alpi, e a 6,5 km sud-ovest da Aix-les-Bains.
La struttura, posta all'altitudine di 234 m (767 ft) sul livello del mare, è dotata di due terminal, uno per il traffico passeggeri e uno per quello merci, una torre di controllo e di due piste entrambe con orientamento 18/36, la principale con superficie in asfalto lunga 2 020 m e larga 45 m (6 627 × 148  ft), equipaggiata con dispositivi di assistenza all'atterraggio tra i quali, il sistema di atterraggio strumentale (ILS), un impianto di illuminazione ad alta intensità (HIRL) con indicatore di angolo di approccio PAPI, e una secondaria, parallela, con fondo in erba di 700 x 60 m (2,297 ft × 197 ft), quest'ultima in uso ai soli ultraleggeri.
L'aeroporto, di proprietà del conseil départemental de la Savoie (consiglio dipartimentale della Savoia) e gestito da Vinci Airports, società controllata del gruppo Vinci, effettua attività sia secondo le regole del volo a vista (VFR) che del volo strumentale (IFR) ed è aperto al traffico commerciale.